# Perissus alticollis
Perissus alticollis är en skalbaggsart som beskrevs av J. Linsley Gressitt och Yves Rondon 1970. Perissus alticollis ingår i släktet Perissus och familjen långhorningar.
Artens utbredningsområde är Laos. Inga underarter finns listade i Catalogue of Life.